# الديار الدويلة (القطن)
'

تعديل مصدري - تعديل

الديار الدويلة هي إحدى قرى عزلة القطن بمديرية القطن التابعة لمحافظة حضرموت، بلغ تعداد سكانها 16 نسمة حسب تعداد اليمن لعام 2004.